# Liste der Kulturdenkmale in Jahnishausen
In der Liste der Kulturdenkmale in Jahnishausen sind die Kulturdenkmale des Riesaer Ortsteils Jahnishausen verzeichnet, die bis September 2021 vom Landesamt für Denkmalpflege Sachsen erfasst wurden (ohne archäologische Kulturdenkmale). Die Anmerkungen sind zu beachten.
Diese Aufzählung ist eine Teilmenge der Liste der Kulturdenkmale in Riesa.

## Jahnishausen
| Bild           | Bezeichnung | Lage                                                  | Datierung | Beschreibung | ID       |
| -------------- | --- | ----------------------------------------------------- | --- | --- | -------- |
| Weitere Bilder | Durchlass | (Flurstück 96) (Karte)                                | 1877–1880 | In Bogenmauerung ausgeführter Durchlass neben der Eisenbahnbrücke über die Keppritz im Bahndamm der Nebenbahn Riesa–Nossen (Streckennummer 6613, sä. RN), verkehrsgeschichtlich und baugeschichtlich von Bedeutung. Sandsteinquader (Gewölbe), Bruchsteinmauerwerk (Wände). | 08965485 |
| Weitere Bilder | Eisenbahnbrücke über den Keppritzbach | (Flurstück 96) (Karte)                                | 1875-1877 | Flache Natursteinbogenbrücke in Bruchsteinmauerung der Nebenbahn Riesa–Nossen (Streckennummer 6613, sächsisch RN), baugeschichtlich und technikgeschichtlich von Bedeutung. Sandsteinblöcke als Bogen und Eckquaderung, Bruchsteinmauerwerk. | 08965484 |
| Weitere Bilder | Straßenbrücke über einen Bach | Jahnatalstraße (Karte)                                | Bezeichnet mit 1839 | Brücke aus Sandsteinquadern mit Jahreszahlstein, landschaftscharakterisierende Bogenbrücke, über Nebenarm der Jahna führend, baugeschichtlich bedeutend. Liegt auf Gemeindegebiet von Jahnishausen und Oelsitz. | 08965479 |
| Weitere Bilder | Alte Schlosskirche (mit Ausstattung) mit ehemaligem Kirchhof | Jahnatalstraße 1 (Karte)                              | 1663–1666 (Kirche); 1793 (Turm) | Saalkirche über ovalem Grundriss von 1790, Westportal aus dem Vorgängerbau von 1663–66, ortsbildprägender barocker Turm, Zeugnis der Kirchenbaukunst vor allem des 18. Jahrhunderts, baugeschichtlich und künstlerisch bedeutend, zudem von Belang für das Ortsbild. Turm unter Christian Dietrich von Plötz 1793. Restaurierungen 1890 (außen), 1896 (innen) und 1994. Verputzter Bruchsteinbau mit steilem Satteldach, Fenster am Saal und Chor mit Korbbogenschluss. Quadratischer Turm, im Obergeschoss achtseitig, an vier Seiten kleine Dreieckgiebel, verschieferte einfach abgestufte Haube mit Laterne. Rundbogenportal an der Westseite mit vorgesetzten Halbsäulen, ionischen Kapitellen und abschließendem waagerechten Gebälk, das Innere verändert (Dehio Sachsen I, 1996). Saniert mit Unterstützung der Deutschen Stiftung Denkmalschutz. | 08965472 |
| Weitere Bilder | Schloss, Schlosspark und Rittergut Jahnishausen (Sachgesamtheit) | Jahnatalstraße 1c, 2, 4, 4a, 4b, 4d, 4e, 6, 8 (Karte) | 17. Jahrhundert | Sachgesamtheit Schloss, Schlosspark und Rittergut Jahnishausen, mit den Einzeldenkmalen: Schloss (Nr. 1c), Gebäude des Wirtschaftshofes, wie unmittelbar an der Jahnatalstraße gelegenem Komplex aus Wohnhaus (Drescherhaus), Wirtschaftstrakt (Stall) und Anbauten (Nr. 2), Torhaus mit angefügtem Wächterhaus (Nr. 4), westlichem Wirtschaftsgebäude (Stall) mit Wohnhausanbau (Nr. 4a/4b), östlichem Wirtschaftsgebäude (Stall) mit Fachwerktrakt über L-förmigem Grundriss einschließlich Anbau (ehemals Nr. 4d/4e), Brennerei mit seltenem achteckigen Schornstein, Scheune (Kartoffelmiete), Schlosspark, Toreinfahrt, erhaltenen Stütz- und Einfriedungsmauern, Pavillon auf der großen Insel, Blumenschale, Bogenbrücke auf dem Fußweg nach Oelsitz und Seerhausen (Dammweg), Eisenbrücke zur großen Insel, Bogenbrücke über den Keppritzbach, Auslaufwehr mit Bogenbrücke gegenüber der großen Insel, halbrunde Stützmauer mit zwei Eingängen vor dem Kellerberg (08965478), des Weiteren mit folgenden Sachgesamtheitsteilen: Nebengebäude, vielleicht die ehemalige Gärtnerei (Jahnatalstraße 6/8), Fläche des Wirtschaftshofes, Treppe als Anlegemöglichkeit gegenüber der Insel, eingeschossigem Pferdestall auf dem Wirtschaftshof; orts- und landesgeschichtlich bedeutsame Anlage, bis ins 17. Jahrhundert zurückgehend, lange Zeit im Besitz der sächsischen Königsfamilie, insbesondere von König Johann (1801–1873) und König Albert (1828–1902) genutzt, Schlosspark mit Wegenetz, altem Gehölzbestand, Alleen, Fachwerkhaus, angestautem Teich und Keppritzbach (Graben) einschließlich großer und kleiner Inseln, gartengeschichtlich bedeutsam, darüber hinaus baugeschichtlich und gartenkünstlerisch von Belang | 09303180 |
| Weitere Bilder | Schloss (Nr. 1c), Gebäude des Wirtschaftshofes, wie unmittelbar an der Jahnatalstraße gelegenem Komplex aus Wohnhaus (Drescherhaus), Wirtschaftstrakt (Stall) und Anbauten (Nr. 2), Torhaus mit angefügtem Wächterhaus (Nr. 4), westlichem Wirtschaftsgebäude (Stall) mit Wohnhausanbau (Nr. 4a/4b), östlichem Wirtschaftsgebäude (Stall) mit Fachwerktrakt über L-förmigem Grundriss einschließlich Anbau (Nr. 4d/4e), Brennerei mit seltenem achteckigen Schornstein, Scheune (Kartoffelmiete), Schlosspark, Toreinfahrt, erhaltenen Stütz- und Einfriedungsmauern, Pavillon auf der großen Insel, Blumenschale, Bogenbrücke auf dem Fußweg nach Oelsitz und Seerhausen (Dammweg), Eisenbrücke zur großen Insel, Bogenbrücke über den Keppritzbach, Auslaufwehr mit Bogenbrücke gegenüber der großen Insel, halbrunde Stützmauer mit zwei Eingängen vor dem Kellerberg (Einzeldenkmale der Sachgesamtheit 09303180) | Jahnatalstraße 1c, 2, 4, 4a, 4b, 4d, 4e (Karte)       | 1613 Dendro (Schloss); bezeichnet mit 1808 (Torhaus); um 1870 (Gutsbrennerei); bezeichnet mit 1891 (Wirtschaftsgeb.); Mitte 19. Jahrhundert (Wirtschaftsgeb.) | Einzeldenkmale der Sachgesamtheit Schloss, Schlosspark und Rittergut Jahnishausen; orts- und landesgeschichtlich bedeutsame Anlage, bis ins 17. Jahrhundert zurückgehend, lange Zeit im Besitz der sächsischen Königsfamilie, insbesondere von König Johann (1801–1873) und König Albert (1828–1902) genutzt, Schlosspark mit Wegenetz, altem Gehölzbestand, Alleen, Fachwerkhaus, angestautem Teich und Keppritzbach (Graben) einschließlich großer und kleiner Inseln, gartengeschichtlich bedeutsam, darüber hinaus baugeschichtlich und gartenkünstlerisch von Belang | 08965478 |
| Weitere Bilder | Ehemalige Schule mit Einfriedungsmauer | Jahnatalstraße 3 (Karte)                              | Um 1860 | Unmittelbar neben der Kirche auf erhöhtem Grundstück, gründerzeitliche Putzfassade mit Sandsteingewänden, Einfriedung als Bruchsteinmauer zur Straße ortsbildgestaltender Bau mit Bedeutung für die Volksbildung und die Ortsgeschichte. Zwei Geschosse, teilunterkellert. Original: Haustür mit Klinke und Oberlicht, teilweise Fenster, feiner Putz teilweise. | 08965477 |

## Tabellenlegende
- Bild: Bild des Kulturdenkmals, ggf. zusätzlich mit einem Link zu weiteren Fotos des Kulturdenkmals im Medienarchiv Wikimedia Commons. Wenn man auf das Kamerasymbol klickt, können Fotos zu Kulturdenkmalen aus dieser Liste hochgeladen werden:
- Bezeichnung: Denkmalgeschützte Objekte und ggf. Bauwerksname des Kulturdenkmals
- Lage: Straßenname und Hausnummer oder Flurstücknummer des Kulturdenkmals. Die Grundsortierung der Liste erfolgt nach dieser Adresse. Der Link (Karte) führt zu verschiedenen Kartendiensten mit der Position des Kulturdenkmals. Fehlt dieser Link, wurden die Koordinaten noch nicht eingetragen. Sind diese bekannt, können sie über ein Tool mit einer Kartenansicht einfach nachgetragen werden. In dieser Kartenansicht sind Kulturdenkmale ohne Koordinaten mit einem roten bzw. orangen Marker dargestellt und können durch Verschieben auf die richtige Position in der Karte mit Koordinaten versehen werden. Kulturdenkmale ohne Bild sind an einem blauen bzw. roten Marker erkennbar.
- Datierung: Baubeginn, Fertigstellung, Datum der Erstnennung oder grobe zeitliche Einordnung entsprechend des Eintrags in der sächsischen Denkmaldatenbank
- Beschreibung: Kurzcharakteristik des Kulturdenkmals entsprechend des Eintrags in der sächsischen Denkmaldatenbank, ggf. ergänzt durch die dort nur selten veröffentlichten Erfassungstexte oder zusätzliche Informationen
- ID: Vom Landesamt für Denkmalpflege Sachsen vergebene, das Kulturdenkmal eindeutig identifizierende Objekt-Nummer. Der Link führt zum PDF-Denkmaldokument des Landesamtes für Denkmalpflege Sachsen. Bei ehemaligen Kulturdenkmalen können die Objektnummern unbekannt sein und deshalb fehlen bzw. die Links von aus der Datenbank entfernten Objektnummern ins Leere führen. Ein ggf. vorhandenes Icon  führt zu den Angaben des Kulturdenkmals bei Wikidata.

## Ausführliche Denkmaltexte
1. ↑  Sachgesamtheit Schloss, Schlosspark und Rittergut Jahnishausen:

Im Gelände soll noch das Grab des Försters Krüger, gestorben April 1945, als Holzkreuz existieren (kein Denkmal). Eine Sandsteinstele schräg gegenüber dem Torhaus, oben Gusseisen und Gusseisenhalterung, diente früher vermutlich für eine Kette, wohl Teil einer Ziereinfassung. Die außerhalb der eigentlichen Sachgesamtheit gelegenen Flurstücke 44/3 und 47/1 werden mit aufgeführt, da sich auf diesen die Bogenbrücken auf dem Fußweg nach Oelsitz und Seerhausen sowie über den Keppritzbach befinden. Diese bilden einen gestalterischen und funktionalen Zusammenhang mit dem Park, der mit Wegen und Bachläufen auch in die nach Westen, Norden und Osten angrenzenden Auwälder hineinwirkt. An der Jahnatalstraße Richtung Oelsitz befindet sich der so genannten Sauenteich. Dieser Teich diente der Schweine- und Pferdetränkung sowie der Fischzucht. Er wird gespeist vom Überlauf des Schlossteiches über die Wiese mit Durchlauf unter der Dammstraße (nicht Teil der Sachgesamtheit).
2. ↑  Einzeldenkmale der Sachgesamtheit Schloss, Schlosspark und Rittergut Jahnishausen:

Ehemals im Besitz der sächsischen Königsfamilie. Initialen am östlichen Wirtschaftsgebäude von 1891 deuten auf König Albert von Sachsen. König Johann, der Jahnishausen 1824 erworben hatte, hielt sich hier öfter auf, um Landwirtschaft zu betreiben, Anlage war eine Art Mustergut (hat wohl auch einen Teil seiner Dantestudien hier betrieben).
  - Teich mit Insel, darauf hölzerner chinoiser Pavillon mit Natursteinschale(nbecken), Farbe gelbgrün-rostbraun, Pavillon 1961 restauriert
  - Schloss: aus zwei schmalen Flügeln, wohl Teile einer ehemaligen Wasserburg, im Innern tonnengewölbter und mit Zierfeldern und Wolkenhimmel ausgemalt Raum, diente dem Prinzen und späteren König Johann offenbar als katholische Schlosskapelle, 1970 Dachstuhlbrand, zurzeit nur gesichert mit Unterstützung Deutsche Stiftung Denkmalschutz
  - Blumenschale auf Postament: aus Rochlitzer Porphyrtuff, bezeichnet mit „10.11.1872“, Denkmal zur goldenen Hochzeit König Johann und Königin Amalie
  - Eisenbrücke zur Insel: leicht geschwungen und mit schmiedeeisernen Geländern,
  - kleine Sandsteintreppe am großen Teich: nahe der Eisenbrücke, ehemals vermutlich zum Bootsanlegen genutzt (Sachgesamtheitsteil)
  - Auslaufwehr des angestauten Keppritzbaches mit Bogenbrücke: Sandsteinquader, nordöstlich der Insel
  - Hügel (Kellerberg) am südöstlichen Ende des Parks, an der Seerhausener Straße, davor Natursteinmauer bzw. halbrunde Stützmauer mit zwei Eingängen
  - Einfriedungen noch in einigen Bereichen der Anlage erhalten
  - Eckgebäude des Wirtschaftshofs bzw. Gebäude über L-förmigem Grundriss (Nummer 4d/4e): an östlichem Wirtschaftsgebäude von 1891, im Erdgeschoss Stall mit Bruchsteinmauerwerk, Obergeschoss Fachwerk verblattet und Lehmausfachung, einige Fenster original, Erdgeschoss Sandsteingewände, Handstrichziegel, Dachstuhl original, 2 Bauabschnitt im Fachwerkwechsel erkennbar
  - östliches Wirtschaftsgebäude: mit Ställen für Pferde, zwei Geschosse, Sandsteingewände, Klinkerbögen, Speicherluke, Gußeisenplatte bezeichnet „ERBAUT 1891“, Initialen deuten sicher auf König Albert von Sachsen, wohl im südlichen Teil des östlichen Wirtschaftsgebäudes (Nummer 4d/4e) Werkstatteinrichtung, u. a. Bandsäge der Maschinenfabrik Saxonia Grosch & Jaeger, Specialität Holzbearbeitungsmaschinen Chemnitz (Nummer 4d/4e),
  - Brennerei: mit seltenem achteckigem Schornstein über viereckiger Basis, um 1870,
  - südlich des östlichen Wirtschaftsgebäudes gelegene Scheune (Kartoffelmiete): Bruchsteinmauerwerk, schmale Fenster mit Sandsteingewänden,
  - Torhaus (Nummer 4)
  - Stallflügel mit Kreuzgratgewölbe: Fenster und Türen mit Sandsteinrahmung, wohl Nummer 4b
  - Nebengebäude im Winkel vor dem Torhaus: so genanntes Wächterhaus
  - Wirtschaftsgebäude oder Stall in Ecklage Jahnatalstraße: mit Krüppelwalmdach, Bruchsteinmauerwerk, um 1850, Sandsteingewände (Anbau an Nummer 2)
  - Mauer in Ecklage Jahnatalstraße
  - Toreinfahrt mit Pfeilern an südlichem Giebel des östlichen Wirtschaftsgebäudes
  - Bogenbrücke auf dem Fußweg nach Oelsitz und Seerhausen: im Bereich der Auwälder, außerhalb des eigentlichen Parks, nordwestlich der Insel, Flurstück 44/3, Bruchstein-Mauerwerk und Sandsteinquadergewölbe, erste Hälfte 19. Jahrhundert oder älter
  - Sandsteinquader-Bogenbrücke über den Keppritzbach, in unmittelbarer Nähe Einlaufschieber